# Euxoa punctifera
Euxoa punctifera är en fjärilsart som beskrevs av Corti 1931. Euxoa punctifera ingår i släktet Euxoa och familjen nattflyn. Inga underarter finns listade i Catalogue of Life.